# Bulbophyllum roraimense
Bulbophyllum roraimense är en orkidéart som beskrevs av Robert Allen Rolfe. Bulbophyllum roraimense ingår i släktet Bulbophyllum och familjen orkidéer. Inga underarter finns listade i Catalogue of Life.